# 673. grenadirski polk (Wehrmacht)
673. grenadirski polk (izvirno nemško 673. Grenadier-Regiment; kratica 673. GR) je bil pehotni polk Heera v času druge svetovne vojne.

## Zgodovina
Polk je bil ustanovljen 15. oktobra 1942 in dodeljen 376. pehotni diviziji. Januarja 1943 je bil polk uničen v v Stalingradu.
Ponovno je bil ustanovljen 17. februarja 1943 na Nizozemskem in uničen avgusta 1944 v južni Ukrajini.